# Résolution 141 du Conseil de sécurité des Nations unies
Membres permanents
- Chine (Taïwan)
- États-Unis
- France
- Royaume-Uni
- URSS

Membres non permanents
- Argentine
- Sri Lanka
- Équateur
- Italie
- Pologne
- Tunisie

Résolution no 140 Résolution no 142
La Résolution 141 est une résolution du Conseil de sécurité de l'ONU votée le 5 juillet 1960 concernant la Somalie et qui recommande à l'Assemblée générale des Nations unies d'admettre ce pays comme nouveau membre.

## Contexte historique
En 1949, l'Organisation des Nations unies (ONU) accorde à l'Italie un protectorat sur la Somalie tandis qu'un an plus tôt, la région de l'Ogaden fut attribuée à l'Éthiopie. Le drapeau actuel a été adopté le 12 octobre 1954. En 1960, la Somalie accède à l'indépendance. L'État somalien naît de la fusion des colonies italiennes (Somalia) au Sud et britannique au Nord (Somaliland). (issu de l'article Somalie).
À la suite de cette résolution ce pays est admis à l'ONU le 20 septembre 1960 ,.

## Texte
- Résolution 141 Sur fr.wikisource.org
- Résolution 141 Sur en.wikisource.org